# Уильямсон, Чейз
Чейз Уильямсон (англ. Chase Williamson; род. 7 июля 1988, Корал-Спрингс, Флорида, США) — американский актёр и кинопродюсер. Наибольшую известность ему принесла роль Дэйва в фильме «В финале Джон умрёт».

## Биография
Чейз Уильямсон родился в небольшом городе Корал-Спрингс в штате Флорида в 1988 году. В молодости он переехал из Корал-Спрингс в Сан-Диего, а затем в Техас. Во время учебы в старшей школе Уильямсон участвовал в конкурсах чтецов, и этот опыт впоследствии подтолкнул его заняться актёрским мастерством как профессией. После окончания старших классов посещал театральную школу при университете Южной Калифорнии.
Спустя несколько месяцев после выпуска из театральной школы Уильямсон снялся в своём первом профессиональном фильме, сыграв главную роль в хоррор-комедии «В финале Джон умрёт» режиссёра Дона Коскарелли по одноимённому роману.
Чейз Уильямсон — открытый гей.

## Фильмография
| Год       |   | Русское название      | Оригинальное название  | Роль              |
| --------- | - | --------------------- | ---------------------- | ----------------- |
| 2012      | ф | В финале Джон умрёт   | John Dies at the End   | Дэвид (Дэйв) Вонг |
| 2013      | ф | Спаркс                | Sparks                 | Йен Спаркс        |
| 2013—2014 | с | Высшая школа видеоигр | Video Game High School | Шейн Барнстормер  |
| 2014      | ф | Гость                 | The Guest              | Зик Хастингс      |
| 2016      | ф | За вратами            | Beyond the Gates       | Джон Хардести     |
| 2016      | ф | Сирена                | Siren                  | Иона              |
| 2017      | с | Измерение 404         | Dimension 404          | рядовой Адамс     |
| 2017      | ф | Виктор Кроули         | Victor Crowley         | Алекс             |
| 2021      | ф | Везучая               | Lucky                  | медик Чарли       |
| 2021—2023 | с | Слепые пятна          | Blindspotting          | Микки             |